# Umreth
Umreth là một thành phố và khu đô thị của quận Anand thuộc bang Gujarat, Ấn Độ.

## Địa lý
Umreth có vị trí 22°42′B 73°07′Đ / 22,7°B 73,12°Đ Nó có độ cao trung bình là 47 mét (154 feet).

## Nhân khẩu
Theo điều tra dân số năm 2001 của Ấn Độ, Umreth có dân số 32.192 người. Phái nam chiếm 52% tổng số dân và phái nữ chiếm 48%. Umreth có tỷ lệ 71% biết đọc biết viết, cao hơn tỷ lệ trung bình toàn quốc là 59,5%: tỷ lệ cho phái nam là 78%, và tỷ lệ cho phái nữ là 63%. Tại Umreth, 12% dân số nhỏ hơn 6 tuổi.